# Nepalgimpel
Der Nepalgimpel (Procarduelis nipalensis, Syn.: Carpodacus nipalensis) auch Dünnschnabelgimpel ist ein Singvogel aus der Familie der Finken. Er bewohnt den Himalaya vom nördlichen Indien bis ins südliche Tibet und ins westliche China. Aufgrund molekulargenetischer Untersuchungen aus dem Jahr 2012 wurde die Art aus der Gattung der Karmingimpel (Carpodacus) ausgegliedert und in die monotypischen Gattung Procarduelis gestellt.

## Beschreibung

### Aussehen

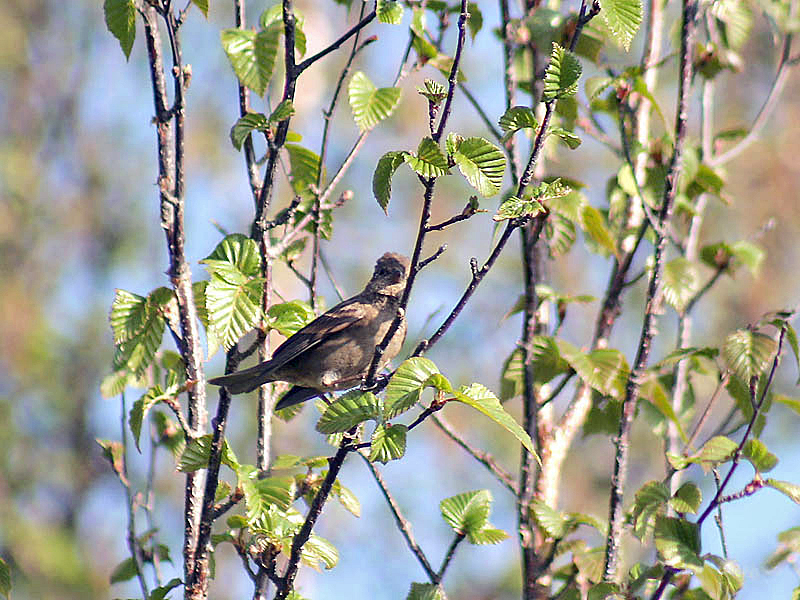
Weibchen des Nepalgimpels

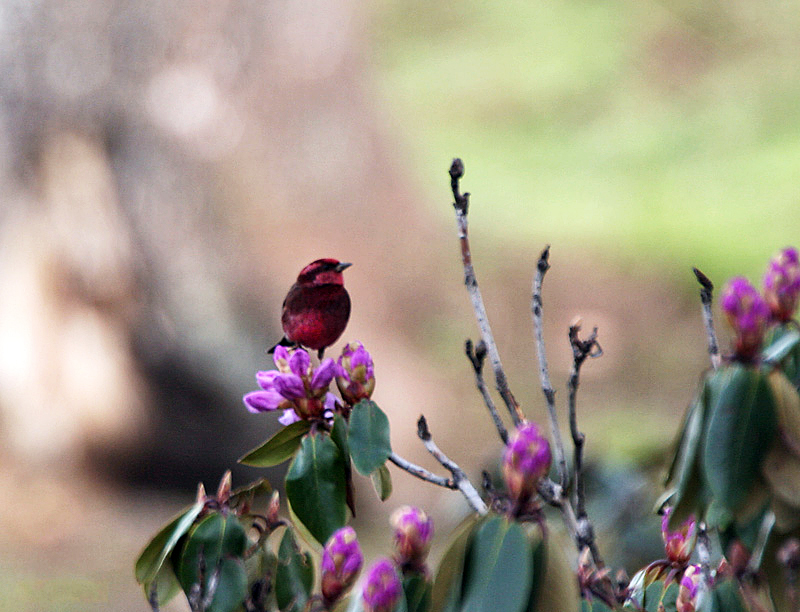
Die Art wirkt insgesamt recht dunkel, fällt aber durch die rosa Kopfzeichnung auf.

Der Nepalgimpel ist mit 15–16 cm Körperlänge etwa so groß wie ein Buchfink. Die Art wirkt im Vergleich zu den Karmingimpelarten recht dunkel, der Schnabel ist fein und spitz. Er ist wie die Füße dunkel- bis blassbraun. Die Flügellänge des Männchens beträgt 81–96 mm, die des Weibchens 74–90 mm. Die Schwanzlänge liegt zwischen 53 und 66 mm, das Gewicht zwischen 22 und 23,5 g. Die Füße sind rötlich braun.
Die Geschlechter unterscheiden sich deutlich in der Gefiederfärbung. Das Männchen ist am vorderen Oberkopf, Kinn, Kehle und Wangen rosarot gefärbt, ebenso wie ein breiter Überaugenstreif, der meist erst hinter dem Auge beginnt. Zügel- und ein angedeuteter Augenstreif sind fast schwarz. Hinterer Oberkopf, Ohrdecken, Halsseiten und Nacken sind dunkelbraun und kräftig weinrot überhaucht. Rücken und Schirmfedern sind ähnlich gefärbt, allerdings bildet hier das Weinrot deutlicher abgesetzte Säume. Auf Brust und Bauch ist das Weinrot kräftig und geht dann in das Braun der Flanken und das dunkle Altrosa des Unterbauches über. Auf den Flanken sind meist noch deutlich weinrote Säume sichtbar. Die Unterschwanzdecken sind meist hell gesäumt. Die Armdecken sind dunkler braun als der Rücken und zeigen weinrote oder teils auch hellere Säume. Fittich, Handdecken und Schwingen sind schwärzlich mit feinen, rötlichen Säumen. Der leicht gegabelte Schwanz ist schwarzbraun mit rotbraunen oder purpurnen Säumen.
Das Weibchen ist insgesamt dunkel- bis beigebraun. Der Scheitel ist etwas dunkler als Gesicht und Unterseite. Die sonst dunkelbraune Oberseite ist etwas heller verwaschen streifig. Hinterer Rücken und Oberschwanzdecken sind einfarbig beigebraun. Die Armdecken sind dunkelbraun mit hellen, oft warmbraunen Spitzen, die ein doppeltes Flügelband bilden. Der Rest des Flügels ist dunkelbraun mit schmalen, helleren Säumen. Der Stoß ist dunkelbraun mit helleren Säumen. Der Schnabel ist blasser braun als der des Männchens.
Das Jugendkleid ähnelt dem des Weibchens, ist oberseits aber meist etwas olivbrauner mit blasserer, verwaschener Streifung. Männchen im ersten Jahr sind oberseits oft stärker rötlichbraun. Das Adultkleid zeigt sich vollständig im zweiten Winter.

### Stimme
Der charakteristische Ruf ist ein klagendes, zweisilbiges Pfeifen. Zudem ist ein sperlingsähnliches Zwitschern und ein cha-a-rrr als Alarmruf zu hören. Der Gesang ist ein monotones Tschilpen.

## Verbreitung und geografische Variation
Die Brutverbreitung des Nepalgimpels liegt vorwiegend im Himalaya. Sie erstreckt sich vom nordwestlichen Indien bis ins westliche China. Es werden bis zu drei Unterarten anerkannt, wobei diese lediglich Stufen einer klinalen Variation von Westen nach Osten, hin zu einer dunkleren, intensiveren Gefiederfärbung darstellen.
- P. n. nipalensis (Hodgson, 1836) – Himalaya, von Zentralnepal und dem südlichen Tibet bis Sikkim und Bhutan bis ins nördliche Assam und nach Arunachal Pradesh
- P. n. kangrae (Whistler, 1939) – westlicher Himalaya, Kaschmir bis Uttar Pradesh
- P. n. intensicolor Baker, 1925 – vom südlichen Gānsù durch Sichuan bis ins nördliche Yunnan

## Lebensraum
Der Nepalgimpel besiedelt Mischwälder aus Eichen und Nadelbäumen sowie Rhododendronwälder in Hochgebirgslagen. Vor allem oberhalb der Baumgrenze kommt er auch in verkrüppeltem Gesträuch sowie in Felshängen und Schluchten mit Gras- oder Staudenbewuchs vor. Im Winter findet man ihn häufig auf Waldlichtungen, im Unterwuchs und am Rande der Kulturlandschaft.

## Wanderungen
Der Nepalgimpel ist im Allgemeinen ein Standvogel, wandert aber im Winter in niedrigere Lagen ab. Seine Höhenverbreitung liegt in der Brutzeit zwischen 3030 und 4242 m Seehöhe. Im Winter ist er in Höhen zwischen 1500 und 2730 m zu finden. In harten Wintern wandert er ausnahmsweise bis auf Höhen von 1200 m herunter. Die Vögel der Unterart P. n. intensicolor überwintern zum Teil im Nordosten von Myanmar und seltener in Gebirgsregionen im Nordosten Thailands.

## Lebensweise
Die relativ häufige Art ist ziemlich scheu und bleibt meist in der Deckung der Strauchschicht oder am Boden verborgen. Sie lebt paarweise oder in kleinen, häufig gleichgeschlechtlichen Trupps. Im Frühjahr können sich auch größere Ansammlungen bilden. Bisweilen vergesellschaftet er sich mit dem Rhododendrongimpel (Pinicola subhimachalus). Über das Brutverhalten ist nichts bekannt. Die Nahrung besteht aus Sämereien und Beeren, aber offenbar auch aus Blütenteilen und Nektar von Rhododendren.